# Polypoetes fenestrata
Polypoetes fenestrata är en fjärilsart som beskrevs av Erich Martin Hering 1925. Polypoetes fenestrata ingår i släktet Polypoetes och familjen tandspinnare. Inga underarter finns listade i Catalogue of Life.